# 家族の庭
『家族の庭』（Another Year）は、マイク・リー監督・脚本、ジム・ブロードベント、レスリー・マンヴィル、ルース・シーン出演による2010年のイギリスのドラマ映画である。第63回カンヌ国際映画祭のコンペティション部門でプレミア上映され、パルム・ドールを争った。イギリスでは2010年11月5日の一般公開の前に、第54回ロンドン映画祭で上映された。第83回アカデミー賞では脚本賞にノミネートされた。

## あらすじ
地質学者のトム（ジム・ブロードベント）と、医学カウンセラーのジェリー（ルース・シーン）は誰もがうらやむおしどり夫婦だ。彼らは30歳になる孝行息子（オリヴァー・モルトマン）にも恵まれ、私生活は非常に充実していた。ある晩、ジェリーは同僚メアリー（ レスリー・マンヴィル）を夕食に招待するが、彼女は酔ってしまい自分には男運がないと愚痴っていて……。

## キャスト
- メアリー - レスリー・マンヴィル
- トム - ジム・ブロードベント
- ゲリ - ルース・シーン
- ケン - ピーター・ワイト
- ジョー - オリヴァー・モルトマン
- ロニー - デイビッド・ブラッドリー
- ケイティー - カリーナ・フェルナンデス
- カール - マーティン・サヴェッジ
- タニヤ - ミシェル・オースティン
- ジャック - フィリップ・デイヴィス
- トムの同僚 - スチュワート・マッカリー
- ジャネット - イメルダ・スタウントン
- ドリル作業員 - ラルフ・アイネソン

## 製作
当初はマイク・リー監督と『ネイキッド』（1993年）以来組んでいたサイモン・チャニング＝ウィリアムズが製作する予定だったが、2009年に彼が亡くなったためにジョージナ・ロウが務めることとなった。ティン・マン・フィルムズが主導で、テレビチャンネルのフィルム4とフォーカス・フィーチャーズと製作した。プロジェクトのためにUKフィルム・カウンシルから120万ポンドの出資を受けた。製作費は800万ドルで、リーが「これまでの私の映画で最も低い」と述べた。

## 評価
評論家には概ね高評価され、Rotten Tomatoesでは156個のレビュー中92%が好意的なものであり、10点満点中8.2点となった。第63回カンヌ国際映画祭コンペティション部門でパルム・ドールを争い、無冠に終わったものの、概ね高評価された。『スクリーン・インターナショナル』では4点満点で平均3.4点を獲得した。

### 受賞とノミネート
| 賞                                   | 授賞式日       | 部門             | 候補者                   | 結果       |
| ------------------------------------ | -------------- | ---------------- | ------------------------ | ---------- |
| アカデミー賞                         | 2011年2月27日  | 脚本賞           | マイク・リー             | ノミネート |
| 英国アカデミー賞                     | 2011年2月21日  | 助演女優賞       | レスリー・マンヴィル     | ノミネート |
| 英国アカデミー賞                     | 2011年2月21日  | 英国作品賞       |                          | ノミネート |
| 英国インディペンデント映画賞         | 2010年12月5日  | 監督賞           | マイク・リー             | ノミネート |
| 英国インディペンデント映画賞         | 2010年12月5日  | 主演女優賞       | ルース・シーン           | ノミネート |
| 英国インディペンデント映画賞         | 2010年12月5日  | 主演男優賞       | ジム・ブロードベント     | ノミネート |
| 英国インディペンデント映画賞         | 2010年12月5日  | 助演女優賞       | レスリー・マンヴィル     | ノミネート |
| 放送映画批評家協会賞                 | 2011年1月14日  | オリジナル脚本賞 | マイク・リー             | ノミネート |
| カンヌ国際映画祭                     | 2010年5月23日  | パルム・ドール   |                          | ノミネート |
| シカゴ映画批評家協会賞               | 2010年12月20日 | 主演女優賞       | レスリー・マンヴィル     | ノミネート |
| ヨーロッパ映画賞                     | 2010年12月4日  | 主演女優賞       | レスリー・マンヴィル     | ノミネート |
| ヨーロッパ映画賞                     | 2010年12月4日  | 作曲賞           | ゲイリー・ヤーション     | ノミネート |
| ロンドン映画批評家協会賞             | 2011年2月10日  | 英国男優賞       | ジム・ブロードベント     | ノミネート |
| ロンドン映画批評家協会賞             | 2011年2月10日  | 英国女優賞       | レスリー・マンヴィル     | 受賞       |
| ロンドン映画批評家協会賞             | 2011年2月10日  | 英国女優賞       | ルース・シーン           | ノミネート |
| ロンドン映画批評家協会賞             | 2011年2月10日  | 英国監督賞       | マイク・リー             | ノミネート |
| ロンドン映画批評家協会賞             | 2011年2月10日  | 英国作品賞       |                          | ノミネート |
| ロンドン映画批評家協会賞             | 2011年2月10日  | 助演男優賞       | デイビッド・ブラッドリー | ノミネート |
| ロンドン映画批評家協会賞             | 2011年2月10日  | 助演男優賞       | ピーター・ワイト         | ノミネート |
| ロンドン映画祭                       | 2010-10-27     | 作品賞           |                          | ノミネート |
| ナショナル・ボード・オブ・レビュー賞 | 2010年12月2日  | トップテン作品   |                          | 受賞       |
| ナショナル・ボード・オブ・レビュー賞 | 2010年12月2日  | 女優賞           | レスリー・マンヴィル     | 受賞       |
| サンディエゴ映画批評家協会賞         | 2010年12月14日 | 助演女優賞       | レスリー・マンヴィル     | 受賞       |
| サンディエゴ映画批評家協会賞         | 2010年12月14日 | キャスト賞       |                          | ノミネート |
| ユタ映画批評家協会賞                 | 2010年12月23日 | 助演女優賞       | レスリー・マンヴィル     | ノミネート |
| ワシントンD.C.映画批評家協会賞       | 2010年12月6日  | オリジナル脚本賞 | マイク・リー             | ノミネート |